# Potok Umultowski
Potok Umultowski (także Strumień Umultowski) – niewielki ciek wodny o długości około 2 km na terenie północnego Poznania. Lewobrzeżny dopływ Różanego Potoku. Nazwa pochodzi od dawnej wsi, obecnie części Poznania – Umultowa.

## Przebieg
Źródłem jest Jezioro Umultowskie na Umultowie, choć można też uznać za część Potoku Umultowskiego cieki wpływające do tego jeziora od strony północno-zachodniej. Potok płynie najpierw zabagnioną częścią Umultowa, potem wchodzi do lasu, by w rejonie ul. Umultowskiej i Kampusu uniwersyteckiego wpaść do bezimiennego stawu. Strumień przepływa przez system dwóch stawów, i uchodzi przez przepust pod ulicą Umultowską i wpada do Różanego Potoku. Maksymalny przepływ w cieku wyniósł (podczas roztopów w 2013) 295 l/s.

## Dopływy
Strumień posiada tylko jeden mały dopływ (prawy) – bezimienny.

## Przyroda
W otoczeniu dominują lasy olszowe z domieszką wierzby i topoli oraz nasadzenia sosny. Okolice potoku są poważnie zagrożone narastającą urbanizacją – rozwój osiedli.